# آی‌تی‌وی پی‌ال‌سی

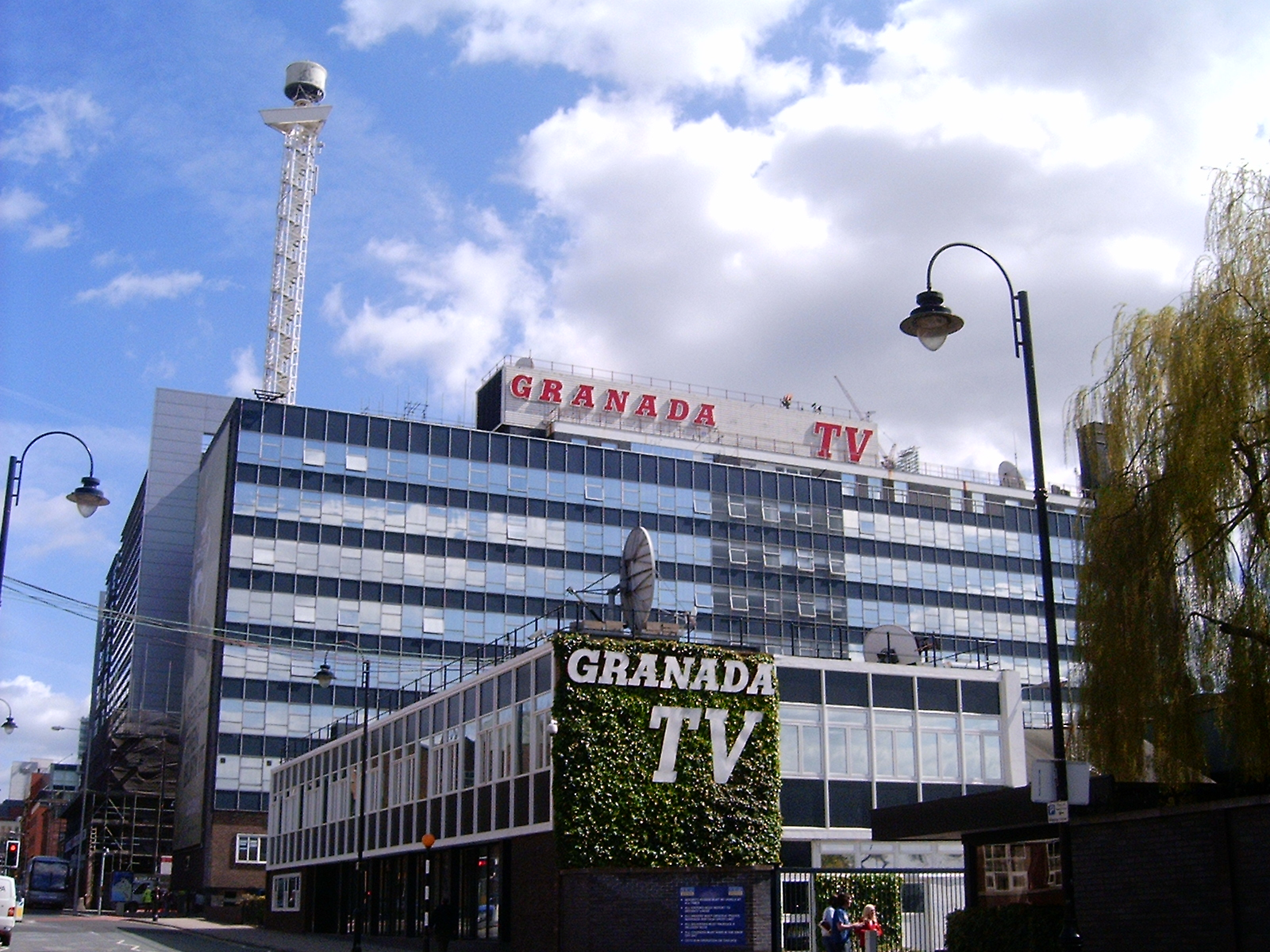
استودیوی گرانادا متعلق به آی تی وی، قدیمی‌ترین استودیوی بریتانیا

آی‌تی‌وی پی‌ال‌سی (به انگلیسی: ITV plc) شرکت رسانه‌های گروهی بریتانیایی است، که اپراتور ۱۲ شبکه از مجموع ۱۵ شبکه تلویزیونی تجاری مستقر در بریتانیا می‌باشد.
این شرکت مالک قدیمی‌ترین و بزرگترین شبکه تلویزیونی انگلستان یعنی آی‌تی‌وی است، که در دهه ۱۹۵۰ به‌منظور رقابت با شبکه رادیو و تلویزیون بی‌بی‌سی وان، متعلق به بی‌بی‌سی راه‌اندازی شد.
شرکت آی‌تی‌وی پی‌ال‌سی در سال ۲۰۰۴ از ادغام شرکت گرانادا پی‌ال‌سی و شرکت ارتباطات کارلتون تشکیل شد. دفتر مرکزی این شرکت در شهر لندن، بریتانیا قرار دارد و بخشی از سهام آن در بازار بورس لندن (LSE: ITV) معامله می‌شود.